# Hirtling István

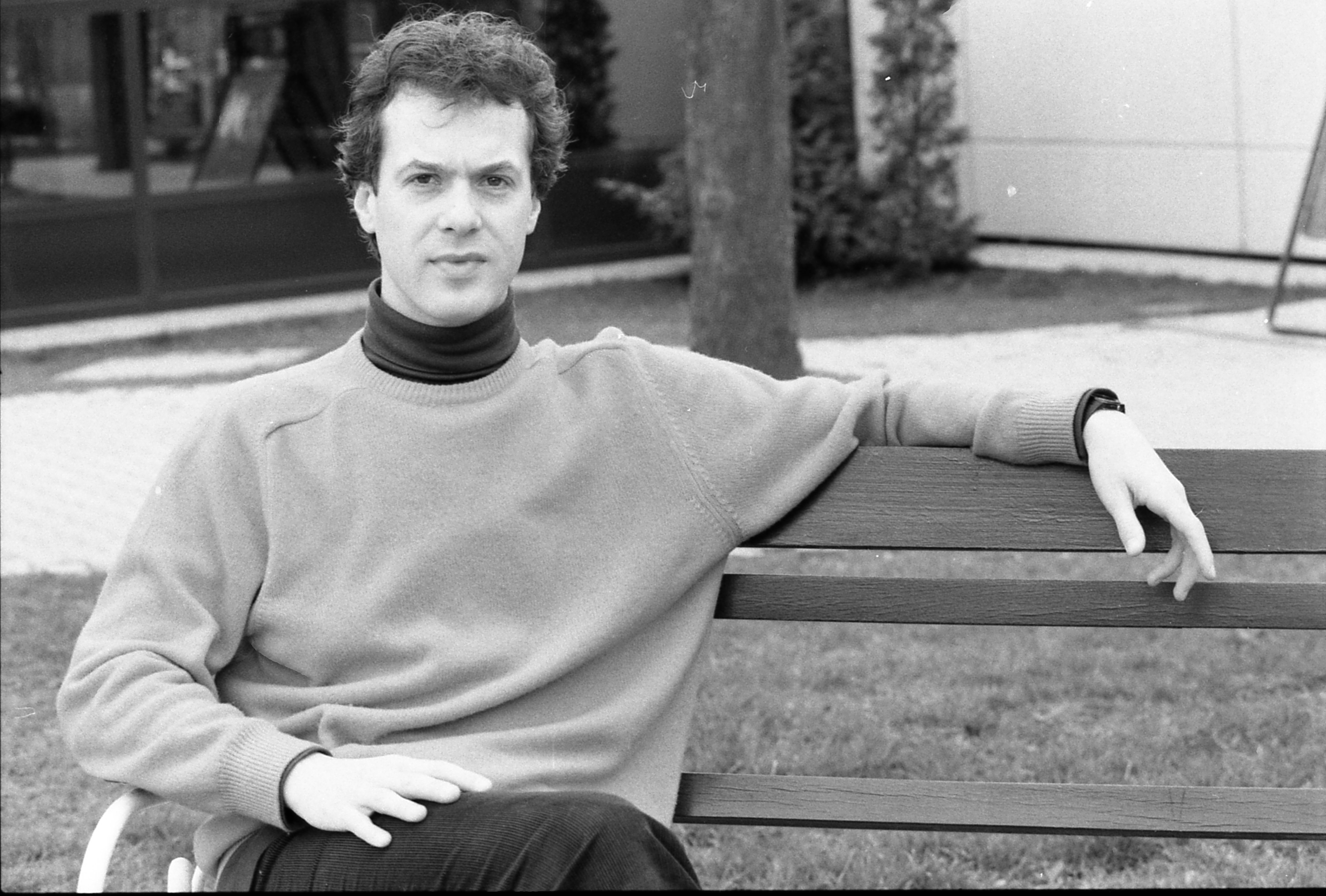
Rózsavölgyi Gyöngyi felvétele

Hirtling István (Budapest, 1958. március 20. –) Jászai Mari-díjas magyar színész, érdemes és kiváló művész, a Halhatatlanok Társulatának örökös tagja. 

## Élete
Szülei Hirtling István és Berendi (született Böröndy) Viktória. Színészi tanulmányait 1976-ban a Budapesti Gyermekszínház színészképző stúdiójában kezdte. Tanára Nyilassy Judit, a színház igazgató-főrendezője volt. 1979-ben felvételt nyert a Színház- és Filmművészeti Főiskolára, ahol 1984-ben szerezte meg diplomáját Kerényi Imre, Huszti Péter, Versényi Ida osztályában.
Már főiskolásként játszott több budapesti színházban, így a Játékszínben, a Radnóti Színházban, a Vidám Színpadon, az Arizona Színházban, a Margitszigeti Szabadtéri Színpadon, a Merlin Színházban és a Pince Színházban. 1982-től a Nemzeti Színházban kezdett el játszani, amelynek 1990-ig tagja. 1990-től egy évig a Madách Színház tagja volt, majd szabadúszóként továbbra is ott játszott. 1992-től a Művész Színház és az abból alakult Thália Társaság tagja, majd alapítója a Kelemen László Színkörnek. Tagja a szolnoki Szigligeti Színháznak, játszott a Dunaújvárosi Bartók Színházban, a Játékszínben, és a Veszprémi Petőfi Színházban. A budapesti Új Színház tagja volt, 2012-ig. 2012–2019 között a székesfehérvári Vörösmarty Színház társulatának tagja volt. 2019-től a Vígszínház színésze.
Nős, felesége Szuchányi Csilla, gyermekeik Márton és Rozina.

## Színházi szerepeiből
- William Shakespeare: Hamlet... Polonius, államtanácsnok
- William Shakespeare: Ahogy tetszik... Jaques úr, az Elűzött Herceg kíséretében
- William Shakespeare: Szentivánéji álom... Oberon, a tündérek királya
- William Shakespeare: A velencei kalmár... Szereplő
- Molière: A fösvény... Harpagon
- Molière: A mizantróp... Alceste
- Carlo Goldoni: Chioggiai csetepaté... Titta Nane (Giambattista), fiatal halász
- Carlo Goldoni: Mirandolina... Forlipopoli őrgróf
- Carlo Goldoni: Nyári kalandok... Filippo, szálloda tulajdonos
- Pierre-Augustin Caron de Beaumarchais: Figaro házassága... Almaviva gróf, Andalúzia kormányzója
- Jean Racine: Phaedra... Theraménes, Hippolytos nevelője
- Johann Wolfgang von Goethe: Torquato Tasso... Tasso
- Friedrich Schiller: Ármány és szerelem... A fejedelem komornyikja
- Fjodor Mihajlovics Dosztojevszkij: A félkegyelmű... Jepancsin tábornok
- Anton Pavlovics Csehov: Három nővér... Prozorov, Andrej Szergejevics
- Anton Pavlovics Csehov: Jubileum... Szereplő
- Alekszandr Nyikolajevics Osztrovszkij: Erdő... Ivan Petrov Voszmibratov
- Makszim Gorkij: Jegor Bulicsov és a többiek... Tyatyin, Zvoncov unokaöccse
- Henrik Ibsen: Hedda Gabler... Brack, asszesszor
- Oscar Wilde: Az ideális férj... Robert Chiltern
- George Bernard Shaw: Tanner John házassága... Tanner John
- Thomas Mann: A varázshegy... Hofrat Behrens
- Friedrich Dürrenmatt: János király... Plantagenet János, Anglia királya
- Friedrich Dürrenmatt: Play Strindberg... Edgar
- Bertolt Brecht – Kurt Weill: Koldusopera... Bicska Maxi
- Harold Pinter: Árulás... Jerry
- Peter Weiss: Marat / Sade... Duperret, girondista képviselő
- Borisz Leonyidovics Paszternak: Doktor Zsivago... Zsivago
- Peter Shaffer: Amadeus... Antonio Salieri
- Peter Shaffer: Black comedy... Harold Gorringea, szomszéd
- Agatha Christie: A vád tanúja... Leonard Vole
- Georges Feydeau: Bolha a fülbe... Finache doktor
- Georges Feydeau – Maurice Hennequin: Fogat fogért... Ribadier
- William Somerset Maugham: Csodálatos vagy, júlia... Michael Gosselyn, színházigazgató
- Ray Cooney: Család ellen nincs orvosság... Dr. Hubert Bonney
- Michael Frayn: Még egyszer hátulról... Philip Brent, Frederick; Arab sejk
- Bernard-Marie Koltès: Roberto Zucco... Egy főfelügyelő; Egy börtönőr; Első rendőr
- Jacques Prévert: Szerelmek városa... Eduard Gróf
- Hánoch Levin: Krum... Dr. Sherboygan
- Jon Fosse: Halál Thébában... Kreón
- Ivan Viripajev: Illúziók... Szereplő
- Stephen Mallatratt: Asszony feketében... Arthur Kipps
- Wolfgang Kohlhaase – Rita Zimmer: Hal négyesben... Moosdenger Rudolf, az inasuk
- Eric-Emmanuel Schmitt: Rejtélyes viszonyok... Abel Znorko
- Eric Toledano – Olivier Nakache: Életrevalók... Philippe
- Madách Imre: Az ember tragédiája... Ádám; Robespierre; Egy agg eretnek
- Molnár Ferenc: Játék a kastélyban... Turai
- Molnár Ferenc: Józsi... Szereplő
- Szép Ernő: Ádámcsutka... Szereplő
- Nagy Ignác – Parti Nagy Lajos: Tisztújítás... Dr. Langyos, főorvos
- Herczeg Ferenc: Bizánc... Konstantin császár
- Herczeg Ferenc: Kék róka... Sándor
- Hubay Miklós – Ránki György – Vas István: Egy szerelem három éjszakája... Dr. Szegilongi Lajos, bíró
- Márai Sándor: Varázs... Szereplő
- Sobor Antal: Perelj, Uram!... Haynau
- Spiró György: Elsötétítés... Barát
- Németh Ákos: Lili Hofberg... Poelz
- Závada Pál: Bethlen... Jósika Zsigmond, Báthory Anna férje
- Ács János: Casanova nuova... Apa - Színész
- Búss Gábor Olivér – Hársing Hilda – Rudolf Péter: Keleti pu. ...Szereplő
- Nádai Péter: Magányos cédrus... Bakonyi Róbert
- Pass Andrea: A vándorkutya... Vilmos
- Vadorzók... Lawrence Jamieson
- A pesti szín... Charme
- A kappan, a csirke és a marabu... Szereplő
- Ternyák Zoltán emlékére... Szereplő
- Csáth és démonai... Kosztolányi Dezső; Brenner József unokabátyja–Pertics Jenő (Janika); dr. Brenner József ügyvéd; Csáth apja
- Esterházy... Szereplő
- Boldizsár Miklós – Szörényi Levente – Bródy János: István, a király... István király
- Andrew Lloyd Webber – T. S. Eliot: Macskák...Tus, Gastrofar George
- Frederick Loewe – Alan Jay Lerner: My fair lady... Henry Higgins
- Szabó Magda – Kocsák Tibor – Somogyi Szilárd – Miklós Tibor: Abigél... Torma Gedeon, igazgató
- Szirmai Albert – Bakonyi Károly – Gábor Andor: Mágnás Miska... Korláthy gróf, Rolla apja
- Zerkovitz Béla – Szilágyi László: Csókos asszony... Tarpataky Andrásbáró
- Vajda Katalin: Anconai szerelmesek... Tomao Nicomaco, anconai polgár
- Koronázási szertartásjáték – III. Béla: Az aranykor trónusán (Vörösmarty Színház, 2017, rendező: Szikora János): III. Béla magyar király[5]

## Filmjei
- Kegyenc (1983)
- Özvegy és a leánya (1983)
- Hány az óra, Vekker úr? (1984)
- Te rongyos élet (1984)
- Hivatalnok urak (1984)
- Kaviár és lencse (1985)
- Redl ezredes (1985)
- Johann Sebastian Bach (1985)
- Békastratégia (1985)
- Gyalogbéka (1985)
- Kérők (1986)
- Akli Miklós (1986)
- Dada (1987)
- Aranyóra (1987)
- Czillei és a Hunyadiak (1988)
- Találka Párizs mellett (1988)
- A trónörökös (1989)
- Napló apámnak, anyámnak (1990)
- Boldog ünnepeink (1991)
- Julianus barát (1991)
- Família Kft. (1992)
- István király (1992)
- Egy történet története (1992)
- Az ibolya (1993)
- Szemben a Lánchíd oroszlánja (1994)
- Fekete karácsony (1995)
- A vörös bestia (1995)
- A körtvélyesi csíny (1995)
- Helyet az ifjúságnak! (1995)
- A szigetvári vértanúk (1996)
- A hazug (1997)
- TV a város szélén (1998)
- Kisváros (1999)
- A napfény íze (1999)
- Mai mesék: Lucy (2000)
- Kanyaron túl (2002)
- A Hídember (2002)
- Sobri (2002)
- Nomen est Omen, avagy Reszkess Szabó János! (2003)
- Magyar vándor (2004)
- Kútfejek (2006)
- Herminamező – Szellemjárás (2006)
- Sínjárók (2007)
- Emlékeim Anna Frankról (2009)
- Mab (2010)
- Üvegtigris 3. (2010)
- Keleti pu. (2011)
- Tüskevár (2012)
- Mindenből egy van (2012)
- Megdönteni Hajnal Tímeát (2014)
- Egynyári kaland (2015)
- Terápia (2017)
- Ítélet és kegyelem (2021)
- Doktor Balaton (2020–2022)
- Hadik (2023)
- Valami Amerika (2023)

## Hangjáték Szinkron
- Kovács Rózsa: Lótuszok kertje (1985)
- Nemeskürty István: A betűk csendjében (1985)
- Csipkerózsika (1986) .... Herceg
- Kodolányi János: Pogány tűz (1986)
- Batman (1989) .... Batman/Bruce Wayne
- Karinthy Ferenc: Marharépa (1986)
- Prokofjeva, Szofja: A varázsló tanítványa (1989)
- Kapecz Zsuzsa: Az álmok köntöse (1990)
- Albert Camus: Félreértés (1992)
- Frank Wedekind: A kamaraénekes (1993)
- Vaszary János: Féltékenység (1997)
- Vörösmarty Mihály: Árpád ébredése (2000)
- Umberto Eco: Loana királynő titokzatos tüze (2007)
- Szilágyi Andor: Leánder és Lenszirom (2000)
- Borbély Szilárd: Hans Christian Boldog Élete (2005)
- Krúdy Gyula: Mohács (2012)
- Sárközi Mátyás: Párban magányban (2014)
- Stranger Things: Dr. Martin Brenner (2016-2022)
- Cobra Kai: Terry Silver (2021-2025)
- Red Sparrow: General Vladimir (2018)
- Star Wars: A Rossz Osztag: Avi Singh (2021)
- Andor: Jayhold Beehaz (2022)

Született feleségek-Steven Culp (Rex Van De Kamp)

## CD-k és hangoskönyvek
- Márai Sándor: Az igazi
- Arany János és Petőfi Sándor levelezése
- Dobozy Imre: A tizedes meg a többiek
- E. L. Doctorow: Ragtime
- Robert Louis Stevenson: Dr. Jekyll és Mr. Hyde különös esete
- Lóci játszik: 80 nap alatt a Föld körül

## Díjai, elismerései
- Rajz János-díj (1985)
- Jászai Mari-díj (1989)
- Story Ötcsillag-díj (2007) – Érték díj
- Érdemes művész (2012)
- Városmajori nyári színházi szemle díja (2013, 2019)[6]
- Ivánka Csaba-díj (2013)
- Csepel díszpolgára (2014)[7]
- Soroksár díszpolgára (2016)
- Aranyalma-díj (2016)
- Pro Civitate Székesfehérvár (2019)
- Kiváló művész (2023)
- Kazinczy-díj (2023)
- A Halhatatlanok Társulatának örökös tagja (2025)